# Thành Bản Phủ (Cao Bằng)
Thành Bản Phủ nằm trên một vùng rộng lớn bao quanh là sông nước và đồng ruộng thuộc xã Hưng Đạo, thành phố Cao Bằng, tỉnh Cao Bằng.
Theo truyền thuyết và sử sách, đây là nơi thiết triều của ba đời vua Mạc là Mạc Kính Cung, Mạc Kính Khoan và Mạc Kính Vũ trải dài 83 năm. Qua nghiên cứu và xác định niên đại những di vật nằm trong địa tầng, phần lớn các hiện vật thu được cho thấy thành này được xây dựng từ thời Lê – Mạc.

## Truyền thuyết và văn học
Năm 1963, truyện vừa Cẩu chủa cheng vùa (chín chúa tranh vua) của một tác giả người Tày ở Cao Bằng được sáng tác, có nội dung hư cấu về Thục Phán. Đến năm 2006, do một số sự trùng khớp thú vị mà tác phẩm này dần đi sâu vào tâm thức người Tày, xem Thục Phán như vị vua của dân tộc Tày và cố gắng gán ghép An Dương Vương vào địa phương, khiến một số nhà nghiên cứu nhầm lẫn.
Theo ông Đinh Ngọc Viện trong Hội thảo quốc tế Việt Nam học lần 3, ngày 4-7 tháng 12 năm 2008:
| “ | "Thành Bản Phủ đến nay vẫn còn dấu tích khá rõ nét, thành được xây dựng ở một vị trí rất đẹp và quay mặt sang hướng Đông Nam. Phía trước thành là Hồ sen rộng khoảng 7ha và cánh đồng Cao Bình bằng phẳng; tiếp đó là cánh đồng Tổng Chúp, trước đó gọi là cánh đồng Tổng Quảng có nghĩa là cánh đồng rộng, sau cuộc đua tài của chúa Tiến Đạt chưa cấy hết (còn bằng cái nón) nên được gọi là cánh đồng Tổng Chúp. Gần chân thành là giếng ngọc (nay gọi là Bó Phủ) nước trong vắt quanh năm. Gần hồ sen là Đền Giao và Thiên Thanh tương truyền là nơi vua tế lễ trời đất. Bên phải và bên trái thành còn có vườn hoa (Đào Viên) cung Hoàng hậu, nhân dân quen gọi là Đông Tầm và một bên là khu vực dành cho các cung nữ. Phía trên khu đồi gọi là Thôm Dạng tức là khu vực nuôi voi, khu vực dành cho các em nhỏ gọi là Hồ nhi. Gần Bản Phủ là cây đa cổ thụ tương truyền là chúa Kim Đán đã dùng cung tên bắn gần trụi hết lá. Ra khỏi vòng thành ngoài, gần Đầu Gò hiện nay có một đôi guốc đá khổng lồ chưa kịp đục lỗ xỏ quai, đó là kết quả thi tài của chúa Văn Thắng; tiếp tục đi theo quốc lộ 4 khoảng 1 km ở bên phải đường có một quả đồi gọi là Khau Lừa tức đồi thuyền, theo truyền thuyết đó là con thuyền mà chúa Ngọc Tặng chưa kịp lật. Đối diện với Khau Lừa ở bên kia sông Bằng Giang là thành Nà Lữ (那呂) (có đền vua Lê, hàng năm cũng tổ chức lễ hội vào ngày mùng 6 tháng Giêng). Còn thiếu một cửa thành do cuộc đua tài của Thành Giáng bị bỏ dở. Còn các chúa làm thơ, mài kim... đều bỏ dở vì khi cuộc thi gần đến thắng lợi thì nghe tiếng trống của Quang Thạc vang lên, các chúa tưởng Quang Thạc đã giành chiến thắng. Nhưng cả Quang Thạc cũng bị trúng mỹ nhân kế của Thục Phán nên để trống lăn xuống vực mà kêu ầm lên vang vọng cả núi rừng, nơi trống lăn gọi là Tổng Lằn. | ” |

## Lịch sử
Bảo tàng tỉnh Cao Bằng từng tiến hành khảo sát trong thành Bản Phủ, đào sâu 2m rộng 2m dài 6m đã tìm thấy những mảnh gốm thời Mạc. Hiện nay những địa danh còn tồi tại trên 400 năm ở phía Đông Bản Phủ có giếng Bó Phủ có nước chảy quanh năm ra đầm sen (nay đầm sen đã thu hẹp lại), có cánh đồng Tổng Chúp, phía Tây có cung Hoàng Phi, Ly Cung nhà Mạc ở gò Đống Lân, trường quốc học ở Bản Thảnh, chuông chùa Đà Quận đúc thời Mạc, Thiên thanh nơi chiêm tinh, đài giao cúng tế trời, đào viên (vườn hoa), vườn Thượng uyển, hồ cỏ ngựa (nuôi ngựa), miếu thờ Hoàng hậu Mạc Kinh Vũ ở cuối chợ Cao Bình, miếu thờ công chúa Hoa Dung công chúa thứ ba của vua Mạc ở Cầu Khanh, thành nhà Mạc, đền vua Lê ở Nà Lữ. Mới phát hiện có tướng chỉ huy quân cấm vệ ở Bản Phủ tên là Nguyễn Đức Minh được vua Mạc ấn phong Điện Tiên chỉ huy xứ, chỉ huy quân cấm vệ bảo vệ vương triều và kinh thành. Và một cụ được phong là Phụ quốc công thượng tướng quân, cụ giỏi về bắn cung và luyện ngựa được ấn phong Thần vũ vệ tả trung úy Thân vũ hầu là Kim pha (Nà Cạn, Mục Mã, thành phố Cao Bằng). Hai tướng này đều quê ở xã Phước Mỹ, An Sơn, phủ Quốc Oai, tỉnh Sơn Tây (nghiên cứu theo gia phả họ Nguyễn).

## Cấu trúc
Thành được xây theo hình chữ nhật dài 110m, rộng 75m, có hai cửa Đông và Tây, thành đắp bằng đất, tường trình, xung quanh có luỹ tre và hào bao bọc, vừa có giá trị phòng thủ quân sự, vừa có tác dụng ngăn lũ sông Bằng Giang, bảo vệ cho khu vực Bản Phủ.
Một số nguồn vì cố chứng minh thành Bản Phủ được xây từ thời cổ đại, nên cho rằng thành phải xây giống Cổ Loa, không thể có hình vuông. Thành ngày xưa được xây để ngăn quân thù, ngày xưa xây quanh theo quả đồi, sau hình học ra đời thì người ta mới xây theo hình vuông. Theo PGS. Trình Năng Chung thì: 
| “ | "Muốn chứng minh thành Bản Phủ là của An Dương Vương Thục Phán thì phải khai quật như khai quật thành Cổ Loa ở Đông Anh vậy. Nhưng làm như thế rất tốn kém về thời gian, vật lực và nhân lực." | ” |

## Di vật khảo cổ

### Thời tiền sử
Trong đợt khảo cổ để tìm dấu tích của thời đại kim khí, đoàn khảo cổ đã tiến hành khảo sát bãi đá sỏi lộ thiên tại làng Bó Mạ, xã Hưng Đạo.
Họ phát hiện, ở khu vực bến sông ăn ngầm sâu vào trong bờ có công cụ bằng đá thô sơ, chứng tỏ người thời tiền sử đã từng sinh sống ở đây. Đó là những công cụ bằng đá mà người nguyên thủy ghè một đầu để làm chỗ cầm (rìu đá) để chặt cây hay giết thú. Con người đã sớm sinh sống ở khu vực này mà nơi cư trú chính là những gò đất cao dọc theo bờ sông Bằng Giang. Không có minh chứng nào cho thấy đây là di tích gắn với Thục Phán.

### Thời Lê-Mạc
Qua khai quật khảo cổ và một số phát hiện của địa phương trong quá trình xây dựng và sản xuất đã thu được một số hiện vật có giá trị về mặt lịch sử như: đồ đá, đồ đồng, gốm. Đặc biệt, mới đây nhất, trong quá trình dùng máy xúc đất, người dân đã phát hiện một thanh đao cổ dài hơn 1m nhưng chưa rõ có từ thời nào. Sau đó, một đoàn khai quật đã lên Cao Bằng để nghiên cứu. Ngay khi mới chỉ đào một hố nhỏ sâu vài mét ở tường thành, đoàn đã phát hiện hiện vật nằm dày đặc, chủ yếu là các loại vật liệu xây dựng và các vật dụng cổ, bao gồm đồ đá, đồ sành, gốm và sứ. Ngoài ra cũng tìm được một số mẩu kim lại bằng sắt và đồng đã gỉ. Sự khác nhau giữa các di vật trong các tầng lớp hầu như không có, gần như là có sự tương đồng, điều đó nói lên thành này được đắp trong cùng một thời gian. Qua nghiên cứu và xác định niên đại những di vật nằm trong địa tầng, phần lớn các hiện vật thu được cho thấy thành này được xây dựng từ thời Lê – Mạc.